# Dzień Weterana Walk o Niepodległość Rzeczypospolitej Polskiej
Dzień Weterana Walk o Niepodległość Rzeczypospolitej Polskiej – polskie święto obchodzone 1 września.
Ustawą z dnia 25 kwietnia 1997 roku o zmianie ustawy o kombatantach oraz niektórych osobach będących ofiarami represji wojennych i okresu powojennego dzień 1 września został ustanowiony „Dniem Weterana”.
18 maja 2014 roku weszła w życie ustawa z dnia 14 marca 2014 roku o zmianie ustawy o kombatantach oraz niektórych osobach będących ofiarami represji wojennych i okresu powojennego oraz niektórych innych ustaw, na mocy której dotychczasowy art. 6′ otrzymał brzmienie „Dzień 1 września ustanawia się Dniem Weterana Walk o Niepodległość Rzeczypospolitej Polskiej”.
W tym dniu Polacy oddają hołd obrońcom Ojczyzny i wspominają wszystkich tych, którzy walcząc o Polskę zginęli na polach bitew.
Dzień ten nie jest dniem wolnym od pracy.